# 鳶色
鳶色（とびいろ、英語: Reddish brown、Burnt sienna）は、タカ科トビの羽毛の色、つまり、赤暗い茶褐色のことである。「鵄色」「鴟色」「飛色」の別名をもつ。鳶色から出た色名としては「鳶茶」「鳶黒」「藍鳶」などが挙げられる。

## 概要

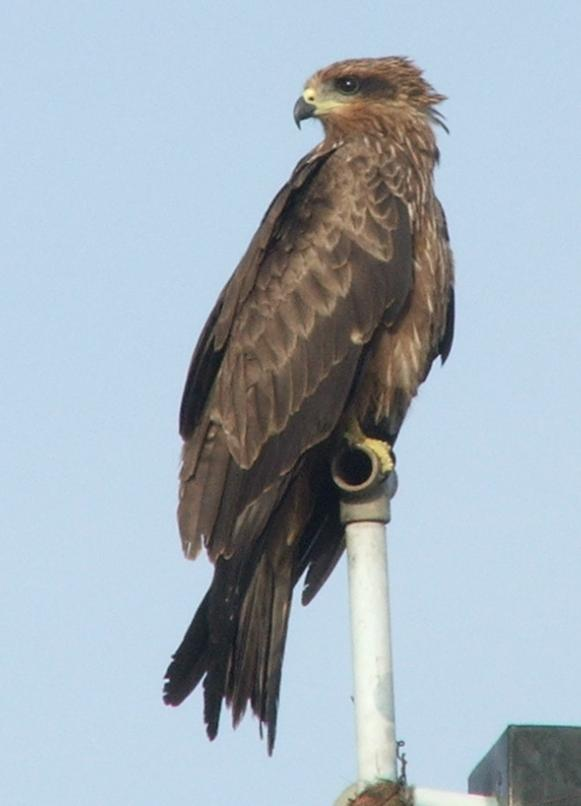
トビ

JISの色彩規格では「暗い黄みの赤」とされている。名前の由来は、小型の猛禽類である鳶の腹の羽縁の色が赤黒い茶褐色であることに由来しているが、実際の鳶の羽の色は鳶色よりも赤みが少なめになっている。植物を色名にすることが多い日本では珍しい、動物を名前に入れた色名である。
江戸時代には、鳶は人里の近くでも飛び回る、馴染み深い鳥であった。江戸時代の初期から茶系統を代表する色として扱われ、江戸前期には、「江戸茶」や「憲法染」とともに広く愛好された。江戸中期には、8代将軍である徳川吉宗が享保の改革を推し進めた結果、派手な柄の着物を禁じられた。その中で、庶民の間で地味な色が粋とされたため、男性の着尺の色として広く普及した。